# Pedro Sabido
Pedro Sabido (Polangui, 19 oktober 1894 - 3 februari 1980) was een Filipijns politicus en diplomaat. Hij was lid van het Filipijns Huis van Afgevaardigden, lid van de Filipijnse Senaat en ambassadeur in Spanje en het Vaticaan.

## Biografie
Pedro Sabido werd geboren in Polangui in de Filipijnse provincie Albay. Zijn ouders waren Juan Sabido en Maximina Ribaya. Hij behaalde in 1912 een Bachelor of Arts-diploma aan het Seminary College of Naga. Aansluitend studeerde Sabido rechten aan de University of Santo Tomas, waar hij in 1916 een bachelor-diploma rechten behaalde. Aansluitend was hij werkzaam als advocaat.
In 1922 werd Sabido namens het 3e kiesdistrict van Albay gekozen in de Filipijns Huis van Afgevaardigden.De jaren erna werd hij zes maal herkozen, waardoor hij deze positie tot 1939 bekleedde. In deze periode was hij enige tijd voorzitter van belangrijke commissies, zoals de Committees on Public Works, de Committee on Revision of Laws en de Committe on Mines. Tevens was hij enkele jaren Floor leader van het Huis. In zijn vierde termijn was hij voorzitter en algemeen manager van de National Abaca and other Fibers Corporation (NAFCO). Ook was Sabido een van de deelnemers aan de 9e Filipijns onafhankelijkheidsmissie naar de Verenigde Staten, ook wel bekend als OxRox Mission. Deze delegatie was succesvol in lobbyen voor de onafhankelijkheid en resulteerde in de Hare–Hawes–Cutting Act, die de Filipijnen onafhankelijkheid binnen tien jaar beloofde.
In 1954 werd Sabido door president Ramon Magsaysay benoemd tot Filipijns ambassadeur in Spanje en het Vaticaan. Het jaar erna werd hij door de Nacionalista Party genomineerd als kandidaat voor de verkiezingen van de Filipijnse Senaat. Bij de verkiezingen van november 1955 eindigde hij op de vijfde plaats, voldoende voor een van de acht beschikbare Senaatszetels. In de Senaat was hij voorzitter van de Committee on Banks, Corporations and Franchise en de Committe on health of the Senate. Ook was hij lid van de Commission on Appointments. Zijn termijn als senator duurde tot 31 december 1961.
Sabido overleed in 1980 op 85-jarige leeftijd. Hij was getrouwd met Gloria Madrid en kreeg met haar twee dochters: Roberta en Lourdes